# 常夏✩Sunshine/Wish Song
《常夏✩Sunshine/Wish Song》（日语：常夏☆サンシャイン/Wish Song）是Liella!的單曲，2021年9月29日由Lantis發行。另外此單曲共分成兩種版本，分別對應動畫的「第6話」和「第8話」。

## 概要
本單曲為電視動畫《Love Live! Superstar!!》第1期的插入曲第2彈，其中《常夏✩Sunshine》（常夏☆サンシャイン）為動畫第1期第6話插曲，同時為雙C位的歌曲，《Wish Song》則為動畫第1期第8話插曲，同時也是動畫劇情中《Liella!》正式成軍後所演唱的歌曲。另外兩版光碟各自有兩首不同C/W單曲，分別為《再見了的話！？》（バイバイしちゃえば！？）和《向著閃爍的前方》（瞬きの先へ）。
初回生産特典包括Liella!的首場演唱會《Love Live! Superstar!! Liella! First LoveLive! Tour ～Starlines～》東京跟福岡公演的先行抽選申請劵（兩個版本都有）及夾克貼紙（兩個版本的貼紙圖案各不同）

## 收錄曲目
括號內的中文翻譯純僅供參考用，並非官方正式翻譯。
第6話光碟
CD
1.  （常夏✩Sunshine）
  - 作詞：宮嶋淳子；作曲、編曲：EFFY；演唱：澀谷香音（伊達小百合）、唐可可（Liyuu）、嵐千砂都（岬奈子）、平安名菫（Payton尚未）

2. Wish Song
  - 作詞：宮嶋淳子；作曲：；編曲：；演唱：Liella!

3.  （再見了的話！？）
  - 作詞：宮嶋淳子；作曲：；編曲：EFFY；演唱：Liella!

4.  (Off Vocal)
5. Wish Song (Off Vocal)
6.  (Off Vocal)

第8話光碟
CD
1.  （常夏✩Sunshine）
  - 作詞：宮嶋淳子；作曲、編曲：EFFY；演唱：澀谷香音（伊達小百合）、唐可可（Liyuu）、嵐千砂都（岬奈子）、平安名菫（Payton尚未）

2. Wish Song
  - 作詞：宮嶋淳子；作曲：；編曲：；演唱：Liella!

3.  （向著閃爍的前方）
  - 作詞：宮嶋淳子；作曲、編曲：藤澤慶昌；演唱：Liella!

4.  (Off Vocal)
5. Wish Song (Off Vocal)
6.  (Off Vocal)